# Josip Skoblar

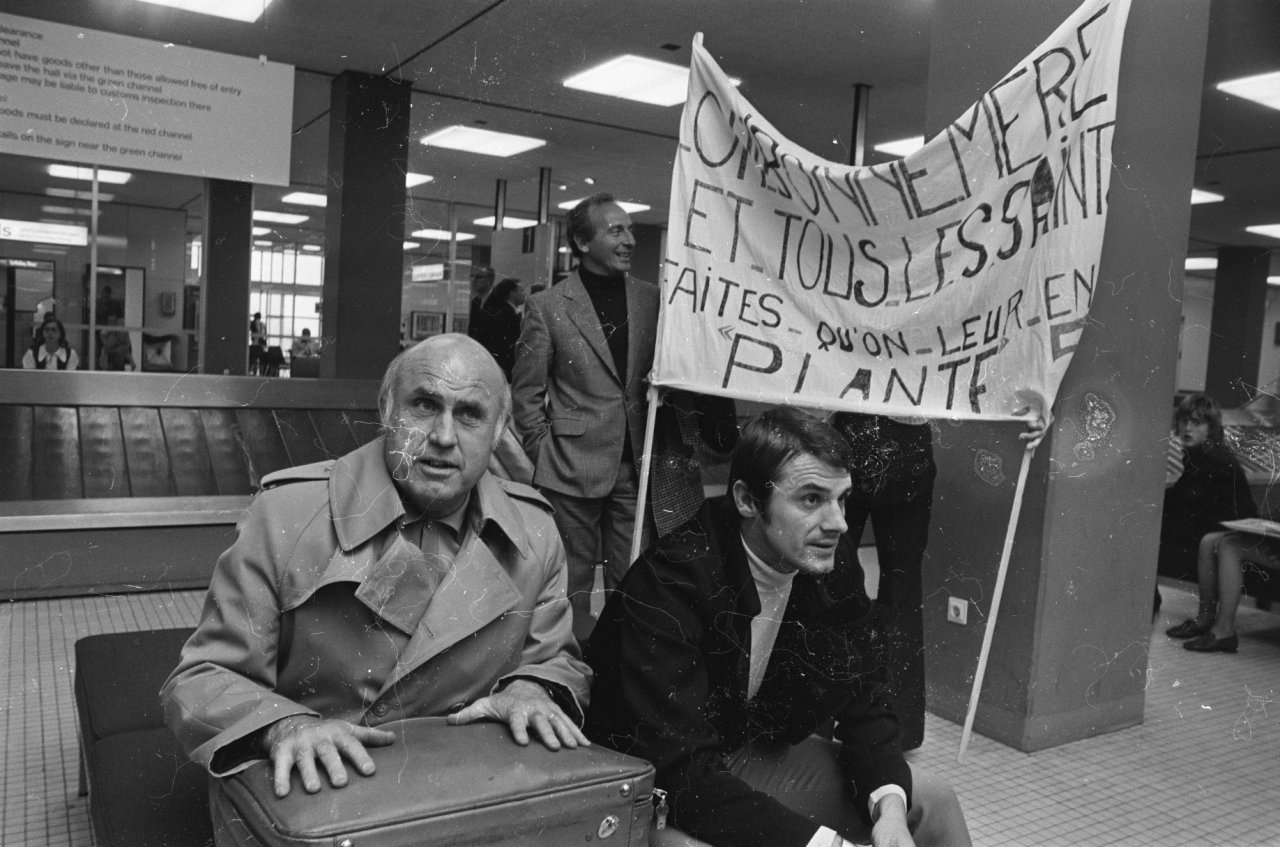
Lucien Leduc (links) en Josip Skoblar (rechts)

Josip Skoblar (Privlaka, 12 maart 1941) is een Joegoslavisch (tegenwoordig Kroatisch) voormalig voetballer en voetbalcoach.

## Clubcarrière
Skoblar begon zijn loopbaan als aanvaller in het seizoen 1958/59 bij NK Zadar. Hij stapte over naar OFK Belgrado en in 1966 naar Hannover 96. In zijn eerste seizoen werd hij door Hannover verhuurd aan Olympique Marseille waarvoor hij vanaf 1969 definitief uitkwam. Skoblar sloot zijn loopbaan in 1977 af bij NK Rijeka.

## Interlandcarrière
Tussen 1961 en 1967 speelde Skoblar 32 wedstrijden voor het Joegoslavisch voetbalelftal waarin hij elf doelpunten maakte. Hij nam deel aan het wereldkampioenschap voetbal in 1962.

## Trainerscarrière
Bij Rijeka begon hij ook zijn trainersloopbaan en Skoblar was actief als hoofdtrainer bij Hajduk Split, Hamburger SV, Dinamo Zagreb, Real Valladolid, wederom Hajduk Split, Nîmes Olympique en in 2000 als laatste als bondscoach van het Libanees voetbalelftal. Hij is nog als scout aan Olympique Marseille verbonden.

## Erelijst
- Ligue 1: 1971, 1972
- Coupe de France: 1972
- Beker van Joegoslavië: 1962, 1966 (1987, 1991 als coach)
- Europees topschutter: 1971 (44 doelpunten)
- Topschutter Ligue 1: 1971, 1972, 1973